# Coggeria naufragus
Coggeria naufragus — вид сцинкоподібних ящірок родини сцинкових (Scincidae). Ендемік Австралії. Це єдиний представник монотипового роду Coggeria, названого на честь австралійського герпетолога Гарольда Коггера.

## Поширення і екологія
Coggeria naufragus є ендеміками острова К'Гарі, розташованого біля південно-східного узбережжя Квінсленду. Вони живуть у високих сухих рідколіссях, що ростуть на піщаних ґрунтах. Ведуть наземний, риючий спосіб життя.